# میچل (نبراسکا)
میچل(به انگلیسی: Mitchell) شهری در ایالت نبراسکا کشور ایالات متحده آمریکا است که جمعیت آن در سرشماری سال ۲۰۱۰ میلادی، ۱٬۷۰۲ نفر بوده‌است.